# Hans Lassen
Hans Lassen (ur. 1926, zm. 2011) – polityk grenlandzki. Gubernator Grenlandii od 1 stycznia 1973 do 1 maja 1979.